# Heterallactis aroa
Heterallactis aroa là một loài bướm đêm thuộc phân họ Arctiinae, họ Erebidae.